# Dhjánibuddhové

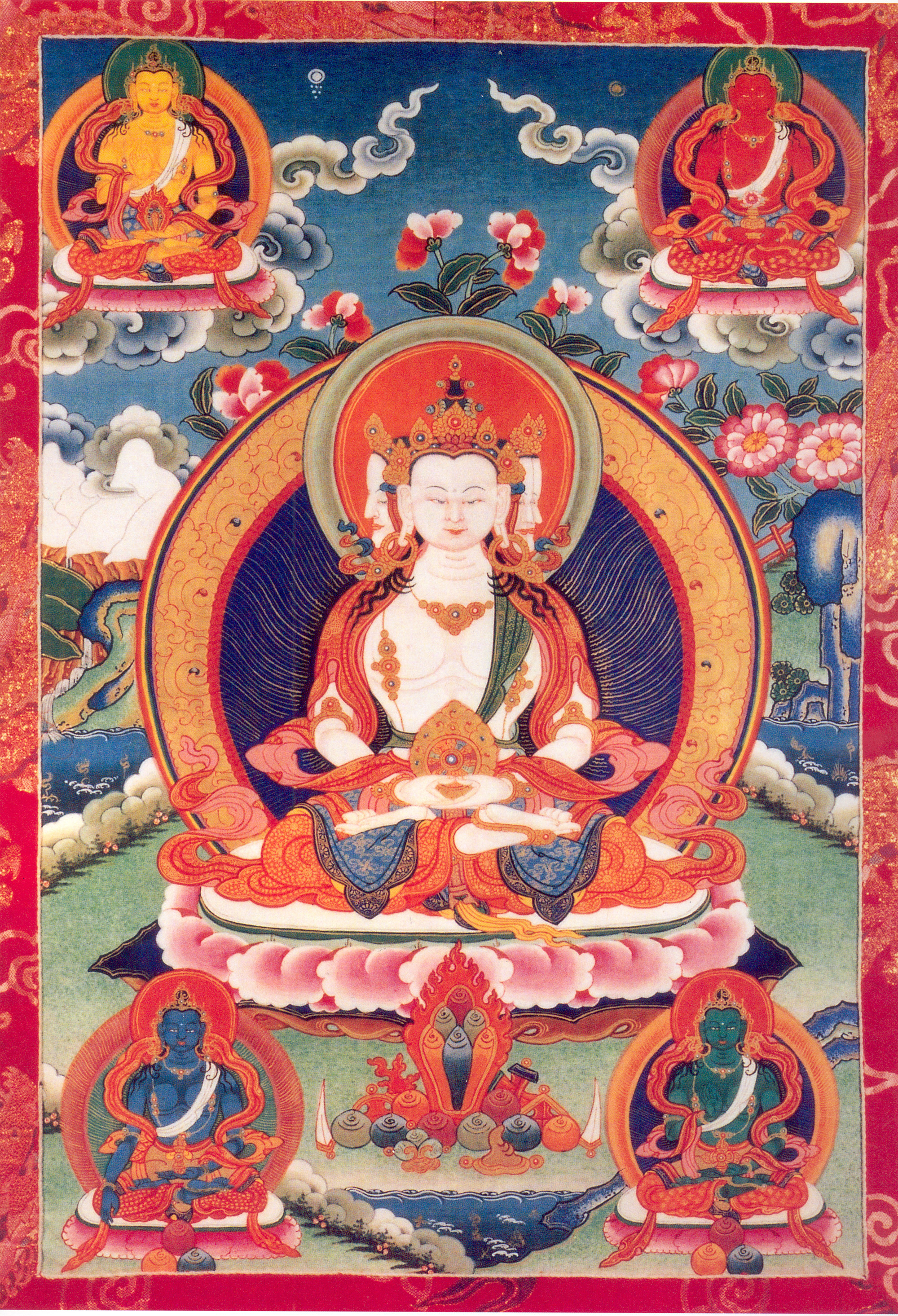
Pět Dhjánibuddhů

Dhjánibuddhové jsou transcendentální buddhové.
V mahajánovém a vadžrajánovém buddhismu existuje množství transcendentálních buddhů a bódhisattvů
jakožto ztělesnění rozličných stránek buddhovského principu a vládců určitých sfér.
Dhjánibuddhové patří mezi meditační aspekty buddhy.
Někteří praktikující buddhisti tyto buddhy zpřítomňují ve svých meditacích.

## Nadsmysloví buddhové
Na rozdíl od lidských buddhů, kteří kdysi pobývali na zemi jako Gautama Buddha,
nebo kteří jednou přijdou na zem jako buddha Maitréja,
jsou dhjánibuddhové nadsmysloví, nepodléhají zákonům přírody, nejsou vázáni na žádnou éru a lze je
postřehovat jen duchovně v meditaci.

## Vznik
Vznikli z rozjímání kosmické moudrosti personifikované jako Ádi-buddha.
Traduje se, že Ádi-buddha pěti akty rozjímání, čili dhjána, vytvořil pět druhů nejvyššího poznání, reprezentovaných pěti dhjánibuddhy.

## Pět Dhjánibuddhů

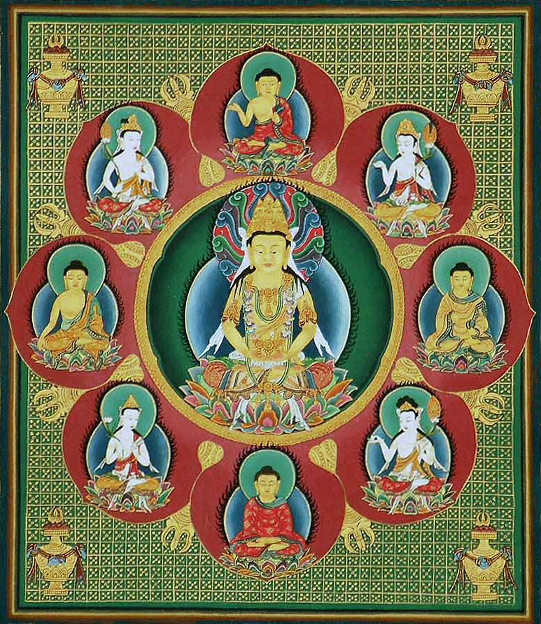
Mandala, na níž je buddha Vairóčana obklopen pěti buddhy (zlaté barvy) a pěti bódhisattvy (bílé barvy)

Vairóčana, Akšóbhja, Ratnasambhava, Amitábha, Amóghasiddhi,
jsou božskými personifikacemi éteru, vody, země, ohně a vzduchu.
Každý je přiřazován k jedné světové straně.
Pátou světovou stranou se míní střed nebo zenit.
Vairóčana je buddha středu, Akšóbhja vládne východní, Ratnasambhava jižní, Amitábha západní, Amóghasiddhi severní čisté zemi. Ve výtvarném zobrazení se v buddhistických zemích ustálila víceméně jednotná ikonografie.
Podle tibetské knihy mrtvých se tito buddhové promítají pasivnímu intelektu umírajících lidí v uvedeném pořadí
a vyzařují světlo barvy modré, bílé, žluté, červené a zelené.
V této knize je uvedeno, že jestliže umírající vykonal dost záslužných skutků, které v něm probudí extatickou příchylnost k některé z těchto personifikací, přimkne se k ní a bude osvobozen ve stavu sambhógakája ve vysokých nebesích.